# Émile Bruneau de Laborie
Pour les articles homonymes, voir Bruneau, Émile Bruneau et Laborie.
Émile Bruneau de Laborie (né Émile Louis Aristide Bruneau le 12 avril 1871 à Notre-Dame-de-Sanilhac et mort à Bangui le 2 juillet 1930) est une personnalité française du sport, de la chasse aux fauves et de l'exploration africaine.
Né dans une famille bourgeoise parisienne avec des racines en Dordogne, féru d'escrime, Bruneau de Laborie voyage en Afrique après avoir été recalé de Saint-Cyr pour myopie. Durant la Belle Époque, ses activités tournent principalement autour de l'escrime : duettiste reconnu, il fonde la première fédération nationale, publie un ouvrage de références (Les Lois du duel) et tient la chronique du Figaro à ce sujet. C'est également un pionnier de l'aviation et un boxeur régulier.
Lors de la Première Guerre mondiale, il demande à être envoyé au front malgré son âge (43 ans), et passe quatre années à servir dans l'artillerie, la plupart du temps dans les tranchées. Dans les années 1920, il se consacre principalement à des voyages semi-officiels en Afrique (potentiel économique du Tchad, réglementation cynégétique de l'AEF). Sa traversée du désert libyque lui vaut la grande médaille d'or de la société de Géographie en 1924.
Chargé de préparer le pavillon de la chasse de l'exposition coloniale de 1931, il est blessé grièvement par un lion en Oubangui-Chari et décède à Bangui quelques jours plus tard.

## Enfance et jeunesse

### Famille et enfance
Émile Louis Aristide Bruneau naît dans une famille bourgeoise le 12 avril 1871 au château de Prompsault, dans la commune de Notre-Dame-de-Sanilhac. Son père, Amand Pierre Henri Bruneau, est orfèvre et sa mère, Marie Laborie, est femme au foyer. Domiciliés rue de Montmorency dans le 3e arrondissement de Paris, ils avaient quitté la capitale à cause des événements de la Commune. 
Deux ans plus tard, les Laborie ont un autre fils, Paul, devenu médecin et fait chevalier de la Légion d'honneur pour ses services durant la Première Guerre mondiale,. Ce frère cadet est témoin dans sa jeunesse du caractère intrépide d’Émile-Louis. 
Amand Bruneau et Marie Laborie ont ensuite un troisième fils, Raymond. Le beau-père de leur mère, l'imprimeur  périgourdin Paul Dupont, un imprimeur de Périgueux, qui avait été député de Dordogne avant le Second Empire, est sénateur de la Troisième République de 1876 à sa mort en 1879, année où le père d'Émile décède également — Émile est alors âgé de huit ans.
À la fin du siècle, Marie Laborie veuve Bruneau et les trois frères Bruneau utilisent le nom « Bruneau de Laborie », et sont référencés dans l'Annuaire général héraldique universel. Ce changement n'a cependant pas fait l'objet d'une modification officielle à l'état-civil.

### Projets militaires contrariés et premières explorations
Bruneau étudie à l’externat de la rue de Madrid puis au lycée Condorcet. Ayant l'objectif d'entamer une carrière militaire, il prépare le concours de Saint-Cyr aux lycées Janson de Sailly et Saint-Louis. Jeune homme solitaire, il affirme dès cette époque son besoin d’indépendance, tout en acquérant une discipline de travail importante. Il ne peut toutefois pas poursuivre dans cette voie pour raison médicale : myope, il est recalé après avoir passé avec succès les écrits.
Après son échec aux portes de Saint-Cyr, Bruneau de Laborie entre à l'École libre des sciences politiques. Il n’y reste cependant que peu de temps. Il réalise alors plusieurs missions d’études privées. Son premier voyage a lieu en Tripolitaine en 1892. En 1895, il se rend au Zanguebar, qui correspond à l’ancienne appellation de l’Est de l’Afrique et du Mozambique. Il reste là-bas une année dans le but, d’après lui, de « se distraire ». Ensuite en 1898, pendant une durée de deux ans lors de l’épidémie de fièvre jaune, il se rend en Côte d’Ivoire sur la proposition du colonel Louis-Gustave Binger. À l'issue de cette mission, il reçoit la médaille coloniale au titre civil avec agrafe « Côte d'Ivoire ».

## Bruneau de Laborie, personnalité du sport français

### Une figure importante de l'escrime française
Après ces premiers voyages, Bruneau de Laborie s'occupe principalement d'activités sportives. Escrimeur depuis ses 15 ans, il appartient au cercle parisien Hoche et tient à la Belle Époque la chronique « Les Armes » du Figaro sous le pseudonyme Jean Septime,. Cette activité lui permet de fréquenter diverses personnalités politiques, dont le député centriste André Maginot, nommé sous-secrétaire d'état à la guerre en 1913.
En 1906, il publie Les Lois du duel, premier ouvrage à compiler « le code du duel moderne » selon son préfacier Jean-Joseph Renaud. Onéreux, l'ouvrage est tiré à un petit nombre d'exemplaires, mais est lu dans tous les cercles d'escrime. La même année, il fonde la Fédération des sociétés d’escrime et salles d’armes de France afin de structurer l'escrime française, ce qui lui vaut une médaille de la Société d’encouragement à l’escrime et, l’année suivante, une distinction de l'Académie des Sports. La revue Les Armes publie en 1911 une réédition augmentée et destinée à une diffusion plus large des Lois du duel, devenues en cinq années la référence pour les règles des combats d'escrime.
Au début des années 1920, il est ainsi président d’Honneur de la Société d’entraînement à l’escrime et au pistolet, il appartient également aux sociétés d'Escrime à l'épée, d’encouragement à l’Escrime, des Armes de combat, du Sabre, et des Armes de France.

### Autres implications sportives

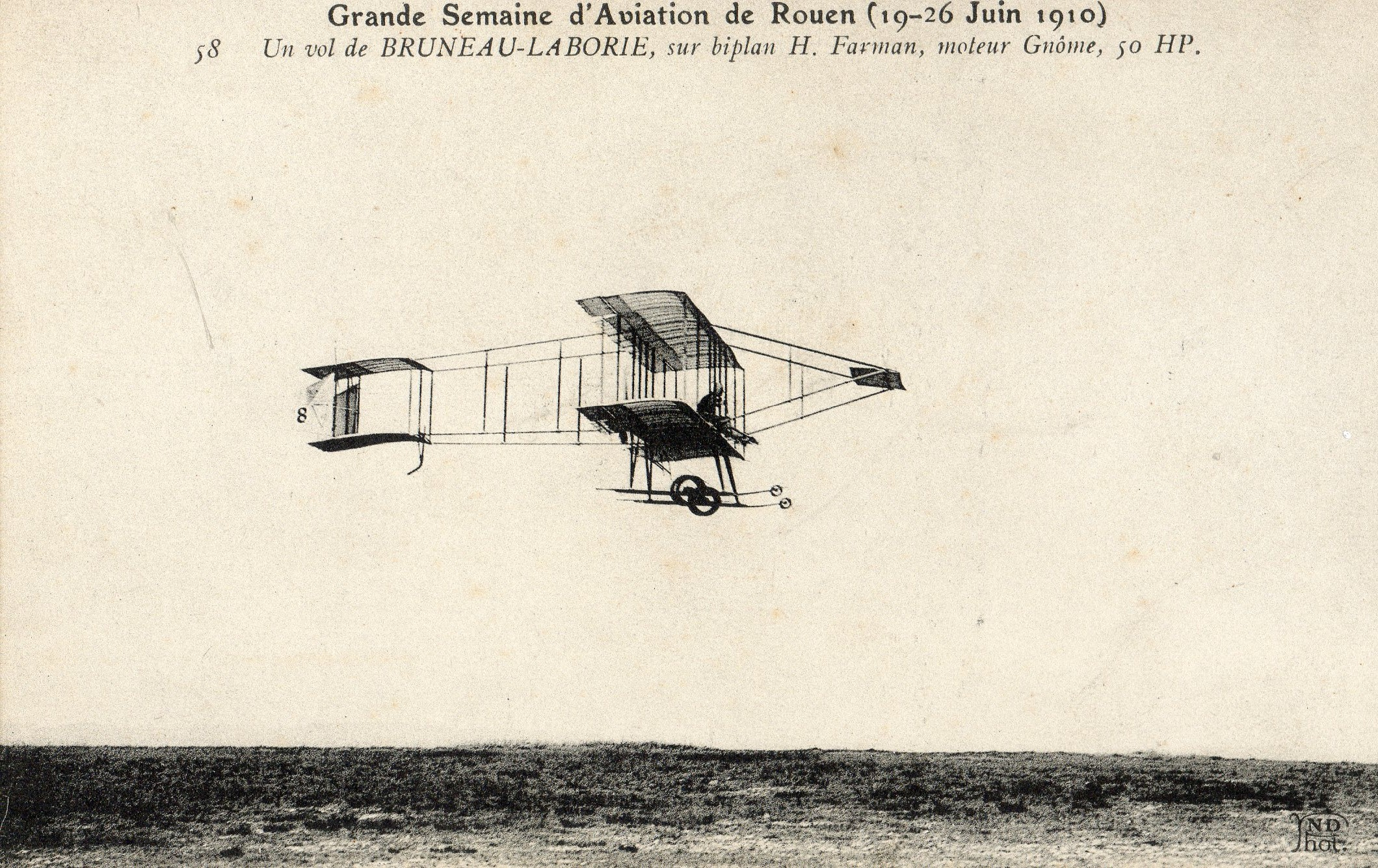
Un vol de Bruneau de Laborie lors de la Grande Semaine d'aviation de Rouen (19-26 Juin 1910)

Intéressé par tous les types de sport, Bruneau de Laborie est l’un des premiers Français à posséder un brevet d’aviation. Après qu'il a appris à piloter à l'école Henry Farman, l'Aéro-Club de France lui décerne le soixante-septième brevet le 2 mai 1910. Dans la foulée, il participe à la Grande Semaine d'aviation de Rouen (19-26 juin) puis à celle de la Champagne (3-10 juillet).
Bruneau de Laborie est enfin un amateur de boxe qui s'implique également dans la structuration de ce sport, ce qui lui vaut d'être président honoraire du Boxing-Club de France en 1924.

### Première guerre mondiale
Bruneau de Laborie n'avait pu être officier à cause de sa myopie, et avait effectué son service militaire dans les services auxiliaires pour les mêmes raison. Lorsque la Première Guerre mondiale, il a 43 ans et, comme les autres Français appartenant à la réserve de l'armée territoriale, il ne fait pas partie des personnes considérées par la mobilisation générale.
Il est cependant affecté par ordre ministériel au 2e groupe d'aviation du centre de Saint-Cyr dès le 8 août. Peu après, il demande à être classé service armé afin de combattre ; après validation par la commission de réforme de Versailles et par le gouverneur militaire de Paris, il est affecté en octobre 1914 au 11e régiment de cuirassiers. En octobre suivant, il est promu brigadier. Durant ces deux premières années, « ce quadragénaire accepte sans rechigner les plus humbles corvées de quartier ». 
Sur le front belge, ses pieds finissent gelés ; le gouverneur militaire de Paris le renvoie en avril 1916 à l'arrière, au 17e escadron du train, et il est déclaré inapte pour un mois. Promu maréchal des logis (le premier rang de sous-officier), il revient au front dès novembre au sein du 81e régiment d'artillerie lourde à tracteurs. Il continue ensuite à changer fréquemment d'affectation ; lorsque la paix est signée il est rattaché à la 1re division de cavalerie. Il reçoit la médaille militaire.

## Un explorateur et chasseur reconnu

### Explorations post-guerre

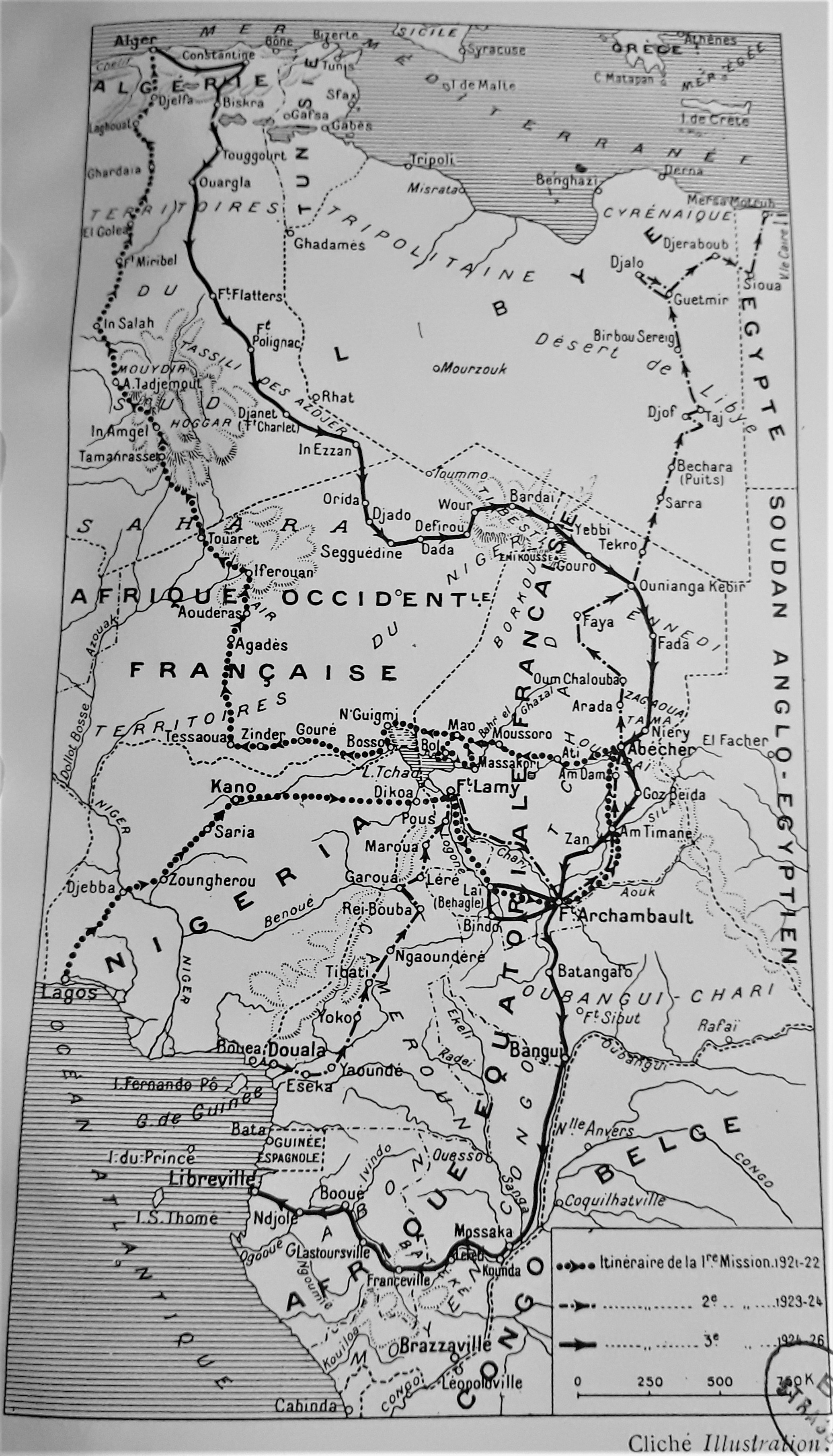
Itinéraires des trois missions Bruneau de Laborie.

En 1920, André Maginot, alors ministre des Pensions, Primes et Allocations de guerre, fait appel à Bruneau de Laborie, qui travaille brièvement dans son ministère. Il reprend cependant rapidement la direction de l'Afrique, à l'occasion d'une mission en Afrique équatoriale française soutenue par la Société de Géographie, dorénavant dirigée par son ami Guillaume Grandidier. 
Parti de Lagos en 1921, Bruneau de Laborie explore les environs du lac Tchad puis rejoint Alger via le Hoggar. Le but de la mission est d'évaluer le potentiel économique Tchad. Il rentre en France en avril 1922, concluant que « le Tchad peut devenir une région cotonnière de premier ordre ». Son voyage suivant est prévu pour janvier 1923. 
Parti de Douala, au Cameroun actuel, l'explorateur rejoint le lac Tchad puis se dirige vers Le Caire via le Ouadaï, Borkou, Koufra et Siwa. Ce voyage fait de lui, selon ses contemporains, le premier Européen à relier Borkou à Koufra puis à traverser le désert libyque, une région alors contestée, grâce à l'autorisation du chef senoussi Mohamed el-Abel de « dernière exploration africaine » lui vaut l'année suivante la grande médaille d'or des explorations de la Société de géographie. L'histoire Dominique Lejeune, spécialiste des sociétés de géographie, pour qui Bruneau de Laborie est « bien plus chasseur qu'explorateur », qualifie cette attribution de « mondaine ». Dans une lettre écrite le 19 mai 1927, Bruneau de Laborie demande d'ailleurs à Grandidier de parler de lui comme un « voyageur » plutôt qu’un « explorateur » dans ses publications de la Société de Géographie.
Les deux années suivantes (de 1924 à 1926), Bruneau de Laborie se rend à nouveau au Tchad en passant par Djanet ainsi que Bilma. Il revient au Gabon en 1926 pour se consacrer à la chasse. En 1927, le voyageur se rend en Mauritanie où il ramène « un ensemble unique de documents sur les animaux sauvages ».

### Chasses pour l'exposition coloniale de 1931
Pour son voyage suivant, Bruneau de Laborie doit  préparer l’Exposition coloniale de 1931 à Vincennes, en poursuivant son enquête sur les gros animaux mais aussi en prenant garde à la bonne application du règlements de chasse. Il devait entre autres préserver les animaux en limitant la chasse excessive. Il est ainsi nommé chef de la mission permanente de l'Inspection générale de la chasse aux colonies en Afrique équatoriale française entre le printemps et l’été 1929.
En novembre 1929, il part pour le Congo recueillir des peaux de fauves en vue du Pavillon de la chasse de l’Exposition coloniale. Il y va aussi pour contrôler si les nouvelles conditions d’application de la réglementation de la chasse sont appliquées. En parallèle, il décide d’étudier la possibilité de la domestication des éléphants au Congo belge centre d’Api (en). Bruneau de Laborie y apprend quel régime alimentaire convient aux éléphanteaux.

### Décès
Le 20 juin 1930, alors qu'il chasse en quête de peaux pour l'Exposition dans la région de Doba sur les rives de la Pendé, Bruneau de Laborie est blessé à la suite d’une grave morsure de lion. Sa main et son avant bras droit sont broyés sous la mâchoire du lion, mais l’animal gravement blessé ne le tue pas. Bruneau de Laborie se trouve dans une région isolée, et n'arrive pour se faire soigner à Bangui que le 28 juin. Il est ausculté par trois médecins des colonies, dont certains étaient venus en renfort à la demande de l'administration coloniale dans le but de lui sauver la vie. 
Son calvaire dure plusieurs jours, la gangrène attaque son bras et il doit subir deux amputations consécutives. Cependant malgré les soins qui lui sont prodigués pour le sauver, il meurt à l’âge de 59 ans à l’hôpital de Bangui en Afrique-Équatoriale française dans la nuit du 1er au 2 juillet 1930. Il est inhumé à Bangui. L’exposition coloniale internationale lui rend hommage à travers des dioramas qui rappellent sa vie dans le bâtiment de la chasse en Afrique

## Bruneau de Laborie et la chasse aux grands fauves
Bruneau de Laborie restitue ses explorations dans ses ouvrages, comme son long voyage entre le Cameroun et l’Égypte de 1923-1924 dans Du Cameroun au Caire par le désert de Libye, récompensé par le prix J.-J. Weiss de l'Académie française en 1925. Il consacre en 1929 un autre ouvrage plus précisément à ses chasses, Chasses en Afrique française : carnets de route. Ainsi, en mai 1925, alors qu’il se trouve dans la région du Tchad, il tue huit buffles, un lion et une panthère . Plus tard en août 1927, toujours au Tchad, ce sont quatre buffles, trois rhinocéros, cinq éléphants et trois lions qu’il tue. Lors de ces chasses, les peaux sont gardées par les chasseurs mais la viande est souvent vendue ou donnée à la population locale qui aide le chasseur à pister les animaux. De nombreux trophées occupent son logement parisien.
Parallèlement à cela, il est nommé inspecteur de la chasse aux colonies 1929. Membre du Conseil supérieur des Colonies puis par la suite conseiller technique du ministère des Colonies pour les questions cynégétiques, il est chargé de la réglementation des chasses. Il doit par conséquent faire respecter un certain nombre de règles et rédiger des rapports de ses observations. Sa mission est alors de faire respecter une sorte de quota de chasse, en limitant notamment une chasse trop intensive, ce qui peut sembler paradoxal au regard de ses propres activités. Il est conscient que la chasse doit se limiter pour ne pas épuiser les troupeaux dû à la baisse des naissances et du déplacement vers des terres moins peuplées par l’Homme.
Il souhaite modifier les règlements en proposant des modifications aux différents permis de chasse de trois niveaux (permis de petite chasse, permis sportif de chasse moyenne et permis de grande chasse), ainsi qu'un permis spécial. Des limites du nombre d’animaux et selon les espèces tués et des tarifs de droits de chasse sont proposés. Il propose une réglementation pour la protection des grands gibiers comme l’éléphant, le rhinocéros, la girafe, le lion, l’éland de Derby et l’hippopotame contre le braconnage et l’abus du nombre de bêtes tuées. Les chasseurs contrevenants, qui abattraient un nombre supérieur d’animaux autorisés devraient payer une amende. De même, des taxes de supplément pourraient être apposées.

## Publications
- Bruneau de Laborie, Les Lois du duel, Paris, Édition de la revue “Les Sports modernes”, 1906 (lire en ligne).
- Bruneau de Laborie, Du Cameroun au Caire par le désert de Libye : Chasses au Tchad, Paris, Ernest Flammarion, 1924.
- Bruneau de Laborie, Chasses en Afrique française : Carnets de route, Paris, Société d'éditions géographiques, maritimes et coloniales, 1929 (lire en ligne).